# Mesobuthus haarlovi
Espèce
Synonymes
- Mesobuthus eupeus haarlovi Vachon, 1958

Mesobuthus haarlovi est une espèce de scorpions de la famille des Buthidae.

## Distribution
Cette espèce se rencontre en Afghanistan et dans le Nord du Pakistan,.

## Description
Le mâle décrit par Kovařík, Fet, Gantenbein, Graham, Yağmur, Šťáhlavský, Poverenni et Nouvruzov en 2022 mesure 40,58 mm et la femelle 45,03 mm.

## Systématique et taxinomie
Cette espèce a été décrite sous le protonyme Mesobuthus eupeus haarlovi par Vachon en 1958. Elle est élevée au rang d'espèce par Kovařík en 2019.

## Étymologie
Cette espèce est nommée en l'honneur de Niels Lorentz Haarløv (1919-1986).

## Publication originale
- Vachon, 1958 : « Scorpionidea (Chelicerata) de l'Afghanistan. The 3rd Danish Expedition to Central Asia. (Zoological Results 23). » Videnskabelige Meddelelser fra Dansk Naturhistorisk Forening, vol. 120, p. 121-187.